# Friedrich von Hermann
 Ikke at forveksle med Friedrich Hermann.
Friedrich Benedikt Wilhelm von Hermann (født 5. december 1795 i Dinkelsbühl, Bayern, død 23. november 1868 i München) var en tysk nationaløkonom, statistiker og politiker. 
Hermann blev 1827 ekstraordinær og 1833 ordentlig professor i kameralvidenskab i München; 1839—1867 var han direktør for det bayerske statistiske bureau. Han arbejdede ivrig for de tyske landes sammenslutning til ét toldområde, ligesom han 1849 tog fremtrædende del i organisationen af det stortyske parti, hvis motto var Kein Deutschland ohne Oesterreich. Hermanns litterære hovedværk er den for sin tid ypperlige håndbog i nationaløkonomi, Staatswirtschaftliche Untersuchungen (1832, 2. udgave ved Georg von Mayr og Johann von Helferich 1870). I Beiträge zur Statistik des Königreichs Bayern, årshæfterne 1—17 (1850—1867), som Hermann udgav, har han leveret en række monografier, navnlig over befolkningsstatistiske spørgsmål; kendt fra disse artikler er "den Hermannske metode" til beregning af dødelighedstavler. Hermann ville bygge på antallet af fødsler og dødsfald og mente, at man burde følge alle generationer fra vuggen til graven.